# Martin Bukata
Martin Bukata (Košice, 2 ottobre 1993) è un calciatore slovacco, centrocampista dello Spartak Trnava.

## Carriera

### Club

#### Košice
Nato a Košice, in Slovacchia, inizia a giocare a calcio con la squadra della sua città, il Košice, rimanendo nelle giovanili fino a fine 2011. A inizio 2012 passa in prima squadra, esordendo l'11 marzo, quando entra all' 84' della sconfitta interna per 1-0 contro lo Slovan Bratislava in Superliga, massima serie slovacca. Segna i suoi primi gol la stagione successiva, realizzando una doppietta nel 3-0 casalingo del 2 marzo 2013 sul Tatran Prešov in campionato. Nella stagione 2014-2015 debutta anche nelle coppe europee, il 17 luglio 2014, nell'andata del 2º turno di qualificazione all'Europa League, in casa contro i cechi dello Slovan Liberec, gara in cui parte titolare e viene sconfitto per 1-0. Termina la sua esperienza dopo 4 stagioni e mezza con 101 presenze e 5 gol e con la vittoria della Coppa di Slovacchia nel 2014 (nella quale segna il gol decisivo della vittoria per 2-1 sullo Slovan Bratislava in finale), dopo essere rimasto anche all'inizio della stagione 2015-2016, nella quale il Košice è ripartito dalla seconda serie con il nuovo nome di VSS Košice. In campionato ottiene un undicesimo posto, 2 quinti e un sesto.

#### Piast Gliwice
A febbraio 2016 si trasferisce in Polonia, al Piast Gliwice, in Ekstraklasa, massima divisione polacca. Debutta il 13 febbraio, entrando al 61' dello 0-0 sul campo del Górnik Łęczna in campionato. Segna la sua prima rete nella stagione successiva, il 18 marzo 2017, realizzando il momentaneo 1-0 al 30' nel successo interno per 3-2 sull'Arka Gdynia in Ekstraklasa. Nella stessa stagione gioca anche 2 gare nei turni preliminari di Europa League. Chiude dopo 2 stagioni e mezza con 65 gare giocate e 6 reti. In campionato ottiene un secondo posto, un decimo e un quattordicesimo.

#### Benevento
Nell'estate 2018 va a giocare in Italia, firmando con il Benevento, appena retrocesso in Serie B.

#### Karvina
Nel gennaio del 2019 rescinde con la squadra campana con nessuna presenza all'attivo e si trasferisce nel campionato Ceco firmando con il Karvina.

### Nazionale
Inizia a giocare nelle nazionali giovanili slovacche nel 2009, disputando fino al 2010 6 gare con l'Under-17. Nel 2012 gioca invece 1 gara con l'Under-19.
Nel 2013 debutta in Under-21, disputando 4 amichevoli fino al 2014.
L'8 gennaio 2017 fa il suo esordio in nazionale maggiore, in una tournée ad Abu Dhabi, negli Emirati Arabi Uniti, giocando titolare la gara persa per 3-1 contro l'Uganda, nella quale viene sostituito al 70' da Miroslav Káčer.

## Statistiche

### Presenze nei club
Statistiche aggiornate al 19 maggio 2018.
| Stagione             | Squadra              | Campionato           | Campionato | Campionato | Coppe nazionali | Coppe nazionali | Coppe nazionali | Coppe continentali | Coppe continentali | Coppe continentali | Altre coppe | Altre coppe | Altre coppe | Totale | Totale | Totale |
| Stagione             | Squadra              | Comp                 | Pres       | Reti       | Comp            | Pres            | Reti            | Comp               | Pres               | Reti               | Comp        | Pres        | Reti        | Pres   | Reti   |        |
| -------------------- | -------------------- | -------------------- | ---------- | ---------- | --------------- | --------------- | --------------- | ------------------ | ------------------ | ------------------ | ----------- | ----------- | ----------- | ------ | ------ | ------ |
| 2011-2012            | VSS Košice           | SL                   | 6          | 0          | SP              | 0               | 0               | -                  | -                  | -                  | -           | -           | -           | 6      | 0      |        |
| 2012-2013            | VSS Košice           | SL                   | 26         | 2          | SP              | 4               | 0               | -                  | -                  | -                  | -           | -           | -           | 30     | 2      |        |
| 2013-2014            | VSS Košice           | SL                   | 28         | 1          | SP              | 4               | 1               | -                  | -                  | -                  | -           | -           | -           | 32     | 2      |        |
| 2014-2015            | VSS Košice           | SL                   | 19         | 0          | SP              | 1               | 0               | UEL                | 2                  | 0                  | SSP         | 1           | 0           | 23     | 0      |        |
| 2015-gen. 2016       | VSS Košice           | 2. L                 | 9          | 1          | SP              | 1               | 0               | -                  | -                  | -                  | -           | -           | -           | 10     | 1      |        |
| Totale Košice        | Totale Košice        | Totale Košice        | 88         | 4          | -               | 10              | 1               | -                  | 2                  | 0                  | -           | 1           | 0           | 101    | 5      |        |
| feb.-giu. 2016       | Piast Gliwice        | EK                   | 14         | 0          | -               | -               | -               | -                  | -                  | -                  | -           | -           | -           | 14     | 0      |        |
| 2016-2017            | Piast Gliwice        | EK                   | 26         | 2          | PP              | 1               | 0               | UEL                | 2                  | 0                  | -           | -           | -           | 29     | 2      |        |
| 2017-2018            | Piast Gliwice        | EK                   | 21         | 3          | PP              | 1               | 1               | -                  | -                  | -                  | -           | -           | -           | 22     | 4      |        |
| Totale Piast Gliwice | Totale Piast Gliwice | Totale Piast Gliwice | 61         | 5          | -               | 2               | 1               | -                  | 2                  | 0                  | -           | -           | -           | 65     | 6      |        |
| 2018-2019            | Benevento            | B                    | 0          | 0          | CI              | 0               | 0               | -                  | -                  | -                  | -           | -           | -           | 0      | 0      |        |
| Totale carriera      | Totale carriera      | Totale carriera      | 149        | 9          | -               | 12              | 2               | -                  | 4                  | 0                  | -           | 1           | 0           | 166    | 11     |        |

### Cronologia presenze e reti in nazionale
| Cronologia completa delle presenze e delle reti in nazionale ― Slovacchia | Cronologia completa delle presenze e delle reti in nazionale ― Slovacchia | Cronologia completa delle presenze e delle reti in nazionale ― Slovacchia | Cronologia completa delle presenze e delle reti in nazionale ― Slovacchia | Cronologia completa delle presenze e delle reti in nazionale ― Slovacchia | Cronologia completa delle presenze e delle reti in nazionale ― Slovacchia | Cronologia completa delle presenze e delle reti in nazionale ― Slovacchia | Cronologia completa delle presenze e delle reti in nazionale ― Slovacchia |
| Data                                                                      | Città                                                                     | In casa                                                                   | Risultato                                                                 | Ospiti                                                                    | Competizione                                                              | Reti                                                                      | Note                                                                      |
| ------------------------------------------------------------------------- | ------------------------------------------------------------------------- | ------------------------------------------------------------------------- | ------------------------------------------------------------------------- | ------------------------------------------------------------------------- | ------------------------------------------------------------------------- | ------------------------------------------------------------------------- | ------------------------------------------------------------------------- |
| 8-1-2017                                                                  | Abu Dhabi                                                                 | Slovacchia                                                                | 1 – 3                                                                     | Uganda                                                                    | Amichevole                                                                | -                                                                         | 70’                                                                       |
| 12-1-2017                                                                 | Abu Dhabi                                                                 | Svezia                                                                    | 6 – 0                                                                     | Slovacchia                                                                | Amichevole                                                                | -                                                                         | 46’                                                                       |
| Totale                                                                    |                                                                           | Presenze                                                                  | 2                                                                         |                                                                           | Reti                                                                      | 0                                                                         |                                                                           |

## Palmarès

### Club

#### Competizioni nazionali
- Slovenský Pohár: 4

Košice: 2013-2014
Spartak Trnava: 2021-2022, 2022-2023, 2024-2025